# 达仁镇
达仁镇，是中华人民共和国陕西省商洛市镇安县下辖的一个乡镇级行政单位。

## 行政区划
达仁镇下辖以下地区：
狮子口村、丽光村、春光村、水利村、农光村、黄龙村、象园村、双河村、金砖村、西凤村、玉泉村、观坪村和山庄村。